# Kamel Hamadi
Kamel Hamadi de son vrai nom Larbi Zeggane (en arabe : كامل حمادي, en kabyle : Lεerbi Zeggan, en tifinagh : ⵍⵄⴻⵔⴱⵉ ⵥⴻⴳⴳⴰⵏ), né le 22 décembre 1936 à Aït Daoud, (commune de Yatafen, Wilaya de Tizi Ouzou, Grande Kabylie), est un auteur-compositeur-interprète kabyle, mais également parolier en arabe algérien. Il est surtout connu pour sa collaboration avec de nombreux chanteurs algériens et maghrébins, appartenant à différentes générations, y compris de grands noms tels que Djamel Allam, Lounis Aït Menguellet, Khaled, Cheb Mami, El Anka. Au cours de sa carrière, il aura signé en tout 2000 titres. Il est l’époux de la chanteuse Noura.

## Biographie
Issu d’une famille conservatrice, Kamel Hamadi suit une scolarité régulière jusqu’à l'obtention son certificat d’études primaires en 1950, mais il doit embrasser le même métier que son père, Saïd Zeggane, qui est tailleur. Ce qu’il fait d’ailleurs pendant trois ans en tant qu’apprenti dès l’âge de 14 ans, chez son oncle domicilié alors à Sig et Bouguirat, près d'Oran. En 1953, il s’installe à Alger, chez son autre oncle, pour devenir tailleur, et c’est là qu’il aura l’occasion de révéler ses talents d’écriture pour la première fois. En effet, étant présenté au chanteur Arab Ouzellag, celui-ci l’encourage à continuer dans cette voie, mais c’est grâce à Saïd Rezoug que la radio lui ouvre ses portes un an plus tard. Il présentera avec lui l’émission Lesrar n ddunit (les Secrets de la Vie) consacrée à la découverte de jeunes talents. C’est au cours d’un numéro de cette émission qu’il rencontre en 1957 M'hamed Hadj El Anka, qui lui demande de lui écrire une chanson parlant de la relation père-fils, après l'avoir écouté en train de déclamer un de ses poèmes ; il lui écrit alors A Mmi εzizen (Cher fils), titre qui sera chanté plus tard par le maître du Chaâbi.

## Carrière
Après quelques autres chansons et de petits sketchs qui l’ont fait connaître un peu plus, le jeune Larbi décide de se consacrer au monde de la chanson et de la scène, mais il le fera d’abord discrètement, ce qui l’amène à choisir son nom artistique à partir de deux noms de vedettes égyptiennes de l’époque dont il était fan : Imad Hamadi et Kamel Chenaoui, et c’est ainsi que l’auteur-compositeur Kamel Hamadi se lance dans une carrière qui ira toujours grandissante.
Vers 1958, ayant eu ses premiers succès à la radio, Kamel Hamadi trouve le chemin de la maison Tepaz où il sort ses premières chansons à l’âge de 21 ans, parmi lesquelles : Yid-m Yid-m (Rien qu'avec toi), qui connaîtra un grand succès.
Le 25 février 1960, il épouse la chanteuse Noura, pour qui il composera une grande partie de son répertoire, que ce soit en arabe ou en kabyle. Noura s’était déjà fait connaître avec des titres tels que Ya Ma Goulili de Mahboub Bati, les premières compositions que son mari signe étant Ya Welfi Älech Del Djfa et Ya Ouled El Houma (Enfants du quartier). Ils chanteront également en duo, en kabyle, des titres restés populaires comme ruḥ Rebbi ad isahel (vas en paix !), Anwa I S-Yennan (Qui aurait dit).
De retour en Algérie, pendant les années 1960 et 70, il renoue avec la radio algérienne d’expression kabyle chaîne II et accompagne plusieurs jeunes chanteurs kabyles de l'époque dans leurs succès, leur composant des chansons dans des styles différents, parmi lesquels Aït Menguellet, Atmani, Slimani, Salah Saadaoui, Mouloud Habib et Aït Meslayene. Ce qu’il continuera à faire avec d’autres chanteurs d’une nouvelle génération comme Karima. En kabyle, il a également collaboré avec, Hnifa, Abdelkader Chaou, Boudjemaâ El Ankis, Djamel Allam, entre autres.
En langue arabe, parmi les chanteurs pour lesquels Kamel Hamadi a écrit ou composé, on peut citer : Noura, Fadhéla Dziria, Khaled, Cheb Mami, El Houari, Djahida, Malika Medah, Zoulikha, Khadidja El Annabia, Dhekra Mohamed, Ismaïl Ahmed.

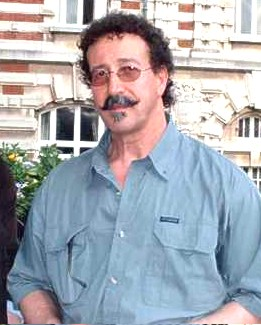
Lounis Aït Menguellet
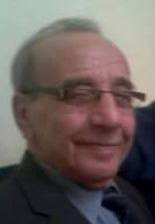
Boudjemaâ El Ankis
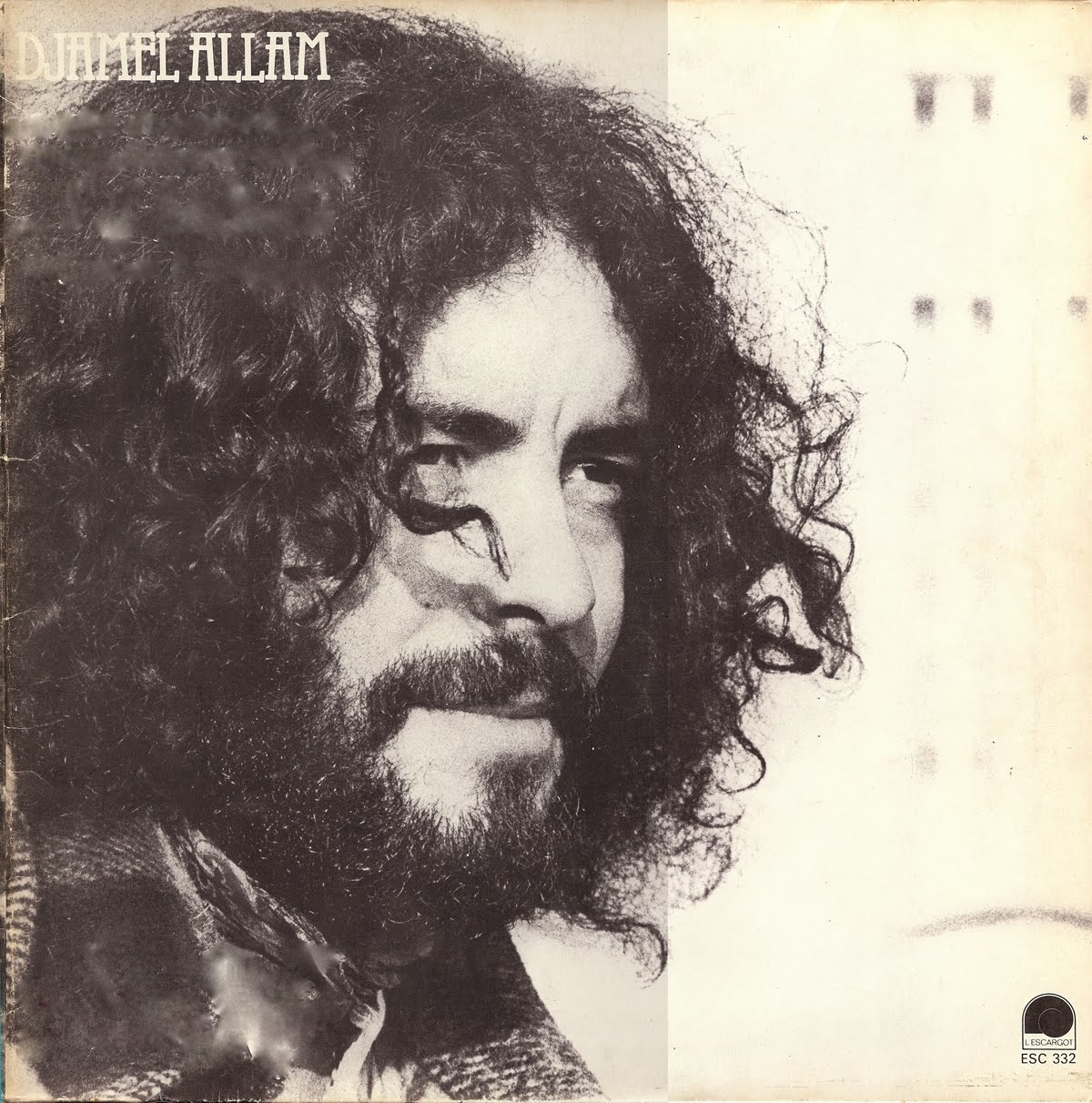
Djamel Allam
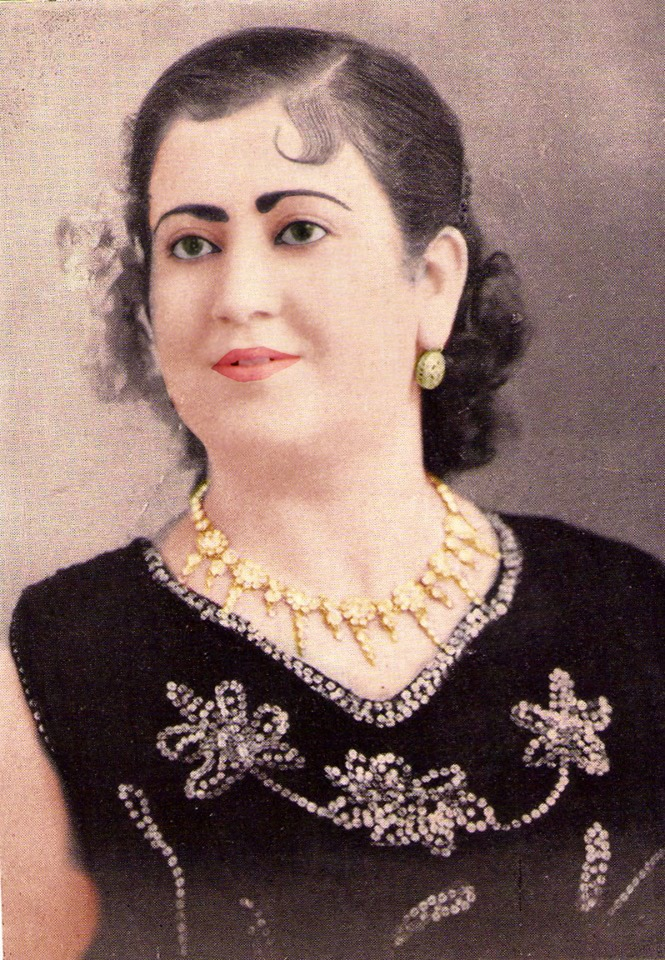
Fadhéla Dziria
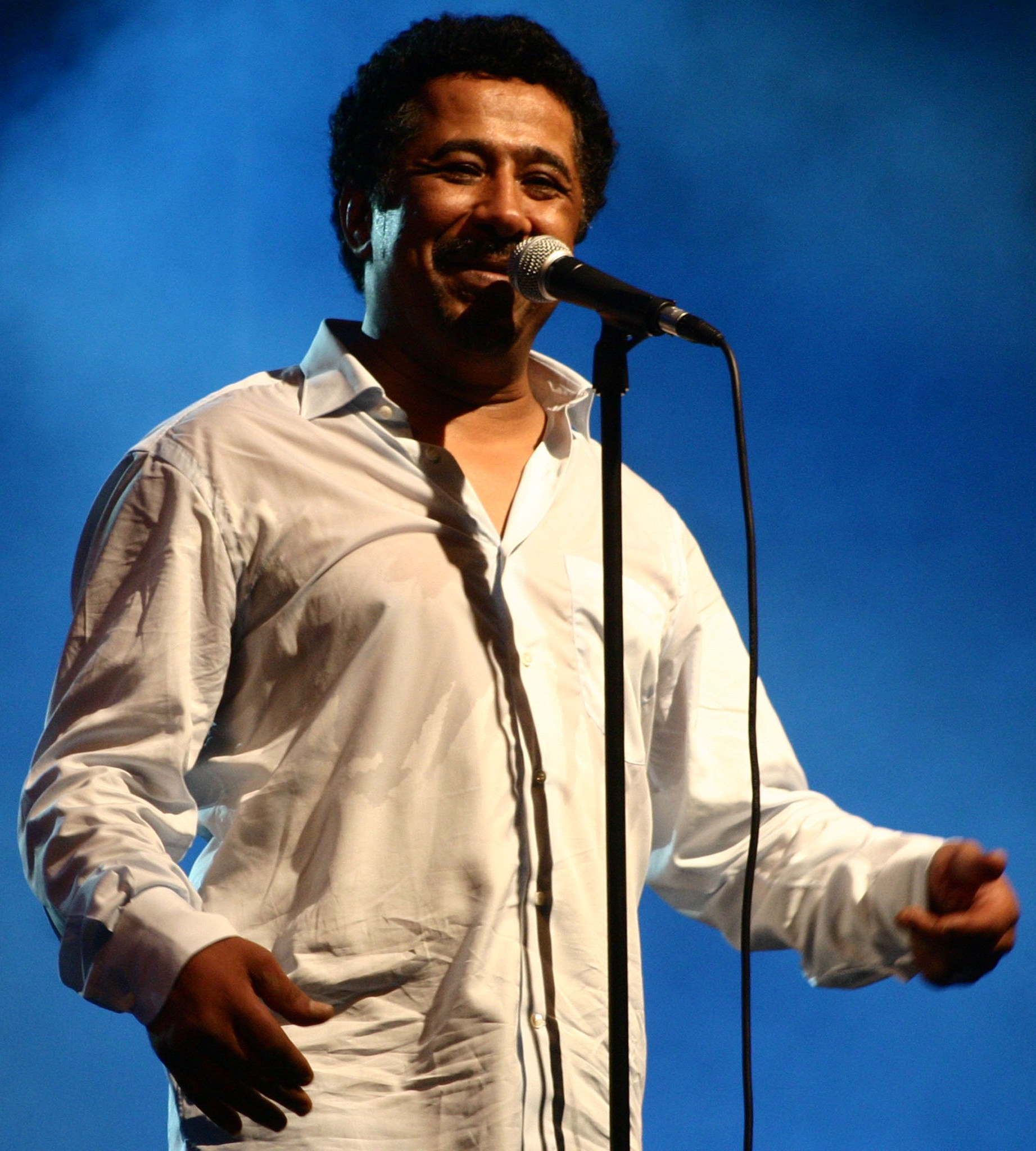
Khaled
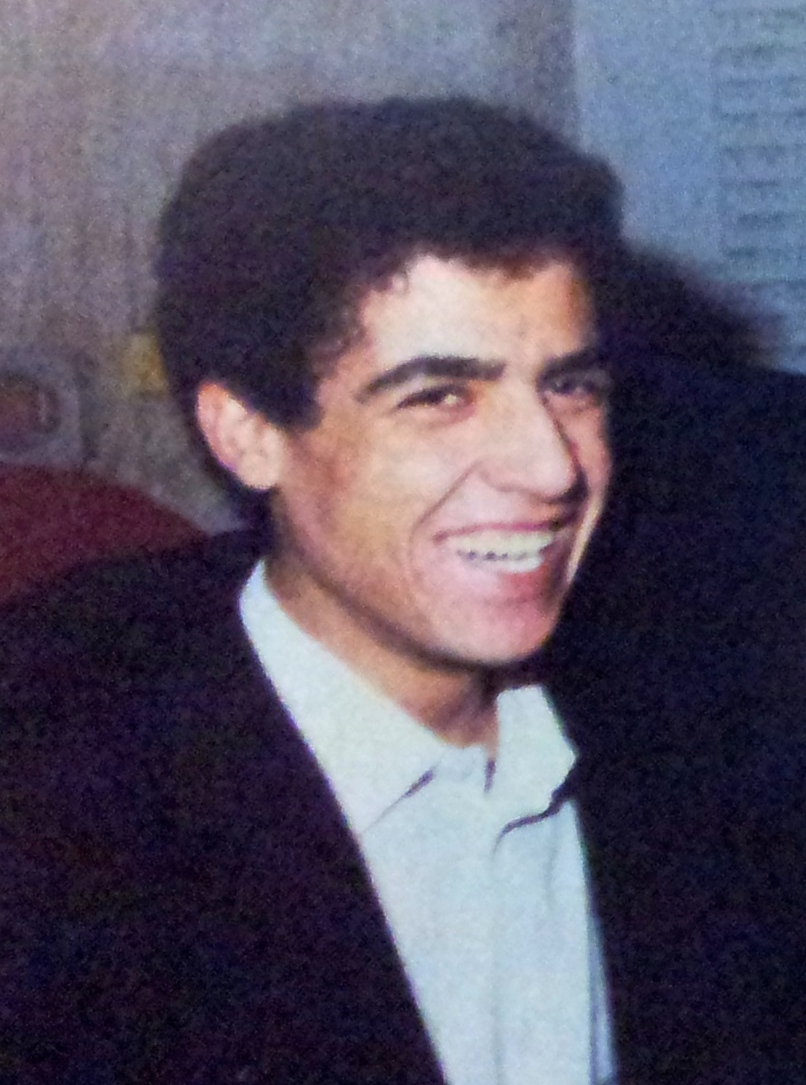
Cheb Mami

## Distinction
En 2008, il est décoré à Paris de la Croix de la Légion d'honneur, médaille qui lui est remise par l'ancien ministre français de la Culture Jacques Toubon, en reconnaissance de son grand apport à la culture en tant qu’auteur ou compositeur de 2 000 œuvres,.

## Discographie

### En tant qu'auteur-compositeur-interprète

#### En solo
- Ma ɣaben wid iẓewren
- Tidet
- Ḥku-yi-d a lεud-iw
- Γef lǧal-im
- A ṭṭbib dawi-yi
- Lfiraq
- Anwa ara seqsiɣ
- Lḥeqq n rrekba
- Yelli-s idurar
- Tukḥilt n tiṭ
- Tiɣaltin
- Tin ḥubbeɣ
- Tin ibeεden
- Mm allen tizerqaqin

#### En duo avecNoura
- D kemm ay ḥemmleɣ
- Anwa i s-yennan
- Ruḥ Rebbi ad isahel
- Tagmat
- Di sin
- Bezzaf i k-rǧiɣ

### En tant qu'auteur-compositeur

#### Chansons écrites pourLounis Aït Menguellet
- Kkreɣ-d wwḍeɣ d ilemẓi
- Yelli-s n medden
- Snat tullas
- Gma-k
- Ay ixef-iw (wten-k leḥyuḍ)
- Sεiɣ lebyan
- Teḥǧeb
- Nekk d tin ḥubbeɣ (avec Nouara)
- Iles n leεbad (avec Anissa Mezaguer)
- Ayɣer i tḍeεfeḍ
- Ay ixef-iw
- Cekren-t medden
- Γas ḍebber felli
- Deg idurar-ihin
- Amuḍin